# Sterculia killipiana
Sterculia killipiana är en malvaväxtart som beskrevs av Paul Carpenter Standley och E.L.Taylor. Sterculia killipiana ingår i släktet Sterculia och familjen malvaväxter. Inga underarter finns listade i Catalogue of Life.